# Predrag Mijatović
Predrag Mijatović (Podgorica, 19. siječnja 1969.) bivši je crnogorski nogometaš koji je igrao na poziciji napadača. Igrao je za reprezentacije SFRJ, SRJ i SiCG.
Mijatović je igrao za Budućnost (1988. – 1989.), Partizan (1989. – 1993.), Valenciju (1993. – 1996.), Real Madrid (1996. – 1999.), Fiorentinu (1999. – 2002.), Levante (2002. – 2003.) Za jugoslavenske reprezentacije igrao je 73 puta i postigao 29 golova. Bivši je športski direktor Reala iz Madrida.
Bio je iznimno poznat po igranju u bijelim kopačkama (mijatovičkama) u kojima je bio prepoznatljiv i iz veće daljine.

## Vanjske poveznice
- Razgovor s Predragom Mijatovićem, serijal (Ne)uspjeh prvaka s Mariom Stanićem, 24. 8. 2023. (YouTube)